# Xenia (Ohio)
Pour les articles homonymes, voir Xenia.
Xenia (en anglais [ˈziːnjə]) est une ville de l'État de l'Ohio, aux États-Unis. Elle est le siège du comté de Greene. 
Xenia est connue pour avoir été à moitié détruite le 3 avril 1974 par une tornade de force F5 de l'échelle de Fujita lors de l'éruption de tornades dite du « Super Outbreak ».
Le film Gummo s'y déroule et évoque la tornade de 1974. Il a cependant été tourné à Nashville.

## Source
- (en) Cet article est partiellement ou en totalité issu de l’article de Wikipédia en anglais intitulé « Xenia, Ohio » (voir la liste des auteurs).